# Эрльбах (Фогтланд)
Эрльбах (нем. Erlbach) — бывшая коммуна и климатический курорт (нем. Luftkurort) в немецкой федеральной земле Саксония. С 1 января 2014 года Эрльбах входит в состав города Маркнойкирхен. 
Подчиняется земельной дирекции Кемниц и входит в состав района Фогтланд.  Население составляет 1680 человека (на 31 декабря 2013 года). Занимает площадь 21,72 км². Официальный код  —  14 1 78 160.
Коммуна подразделялась на 6 сельских округов.

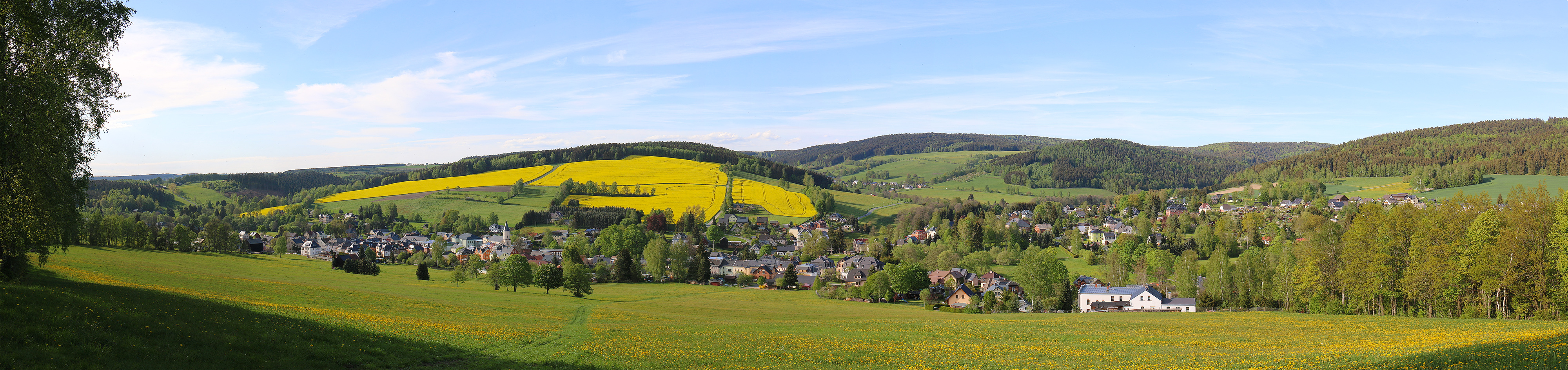